# Capelle (Nord)
Capelle ist eine französische Gemeinde mit 136 Einwohnern (Stand: 1. Januar 2022) im Département Nord in der Region Hauts-de-France. Sie gehört zum Kanton Caudry im Arrondissement Cambrai. 

## Lage
Die Gemeinde Capelle liegt am Écaillon, 14 Kilometer südlich von Valenciennes. Nachbargemeinden von Capelle sind Ruesnes im Nordosten, Beaudignies im Osten, Escarmain im Süden und Bermerain im Nordwesten. das Gemeindegebiet vom wird Flüsschen Saint-Georges durchquert.

## Bevölkerungsentwicklung
| Jahr                       | 1962 | 1968 | 1975 | 1982 | 1990 | 1999 | 2008 | 2013 | 2020 |
| Einwohner                  | 167  | 163  | 123  | 122  | 128  | 153  | 163  | 161  | 143  |
| Quellen: Cassini und INSEE |      |      |      |      |      |      |      |      |      |

## Sehenswürdigkeiten

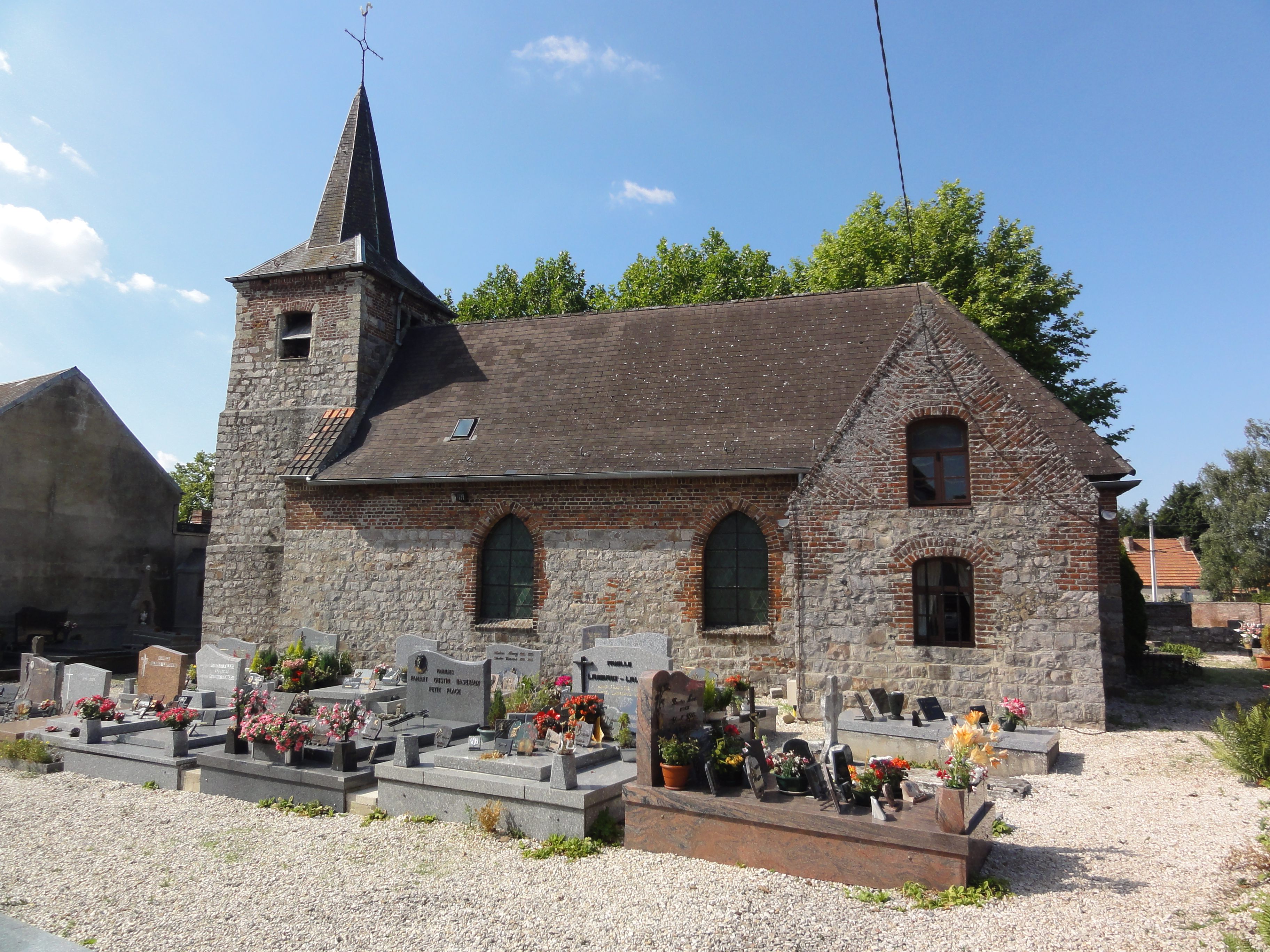
Kirche Saint-Humbert
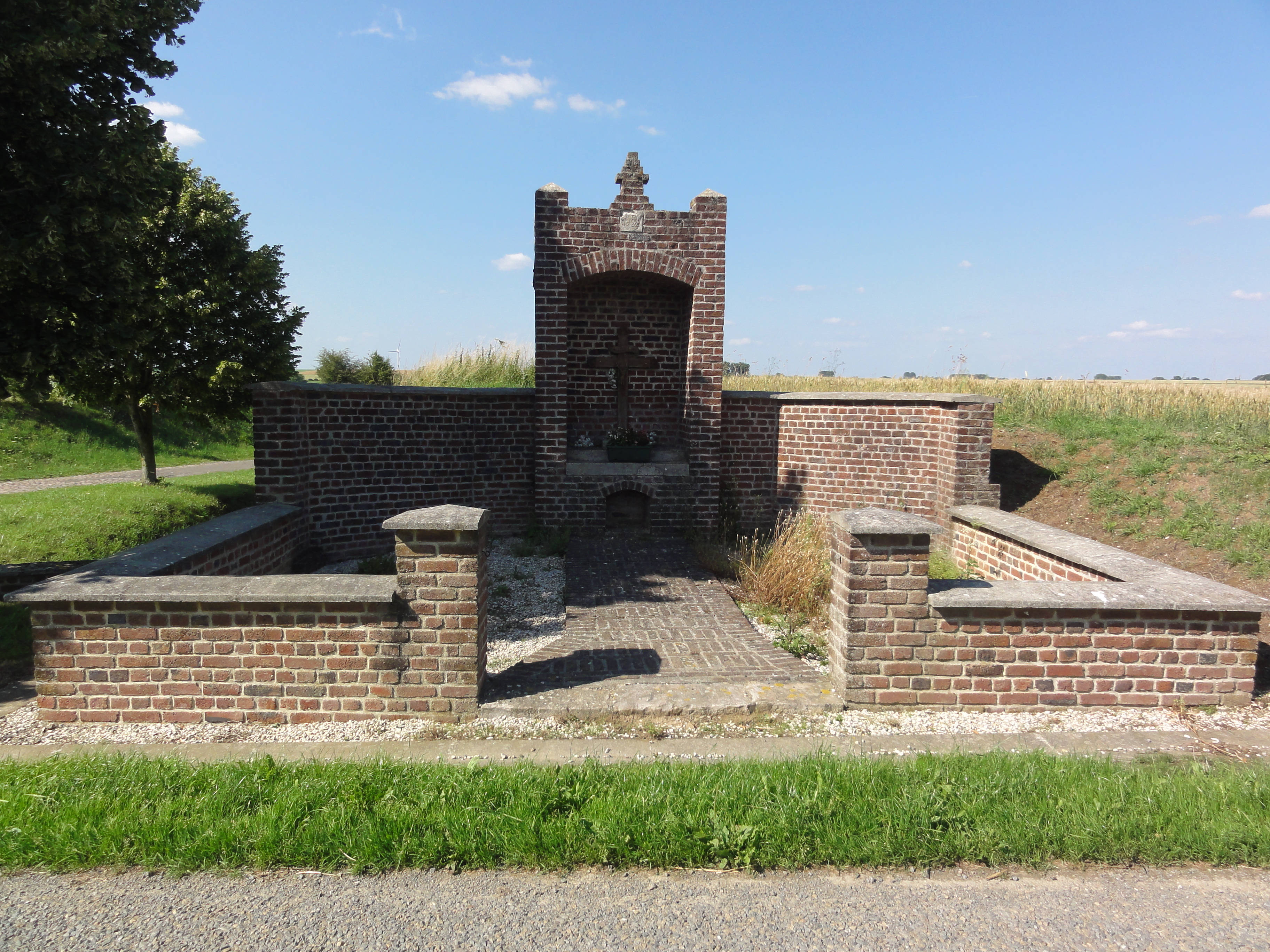
Calvaire in der Gemarkung Buat
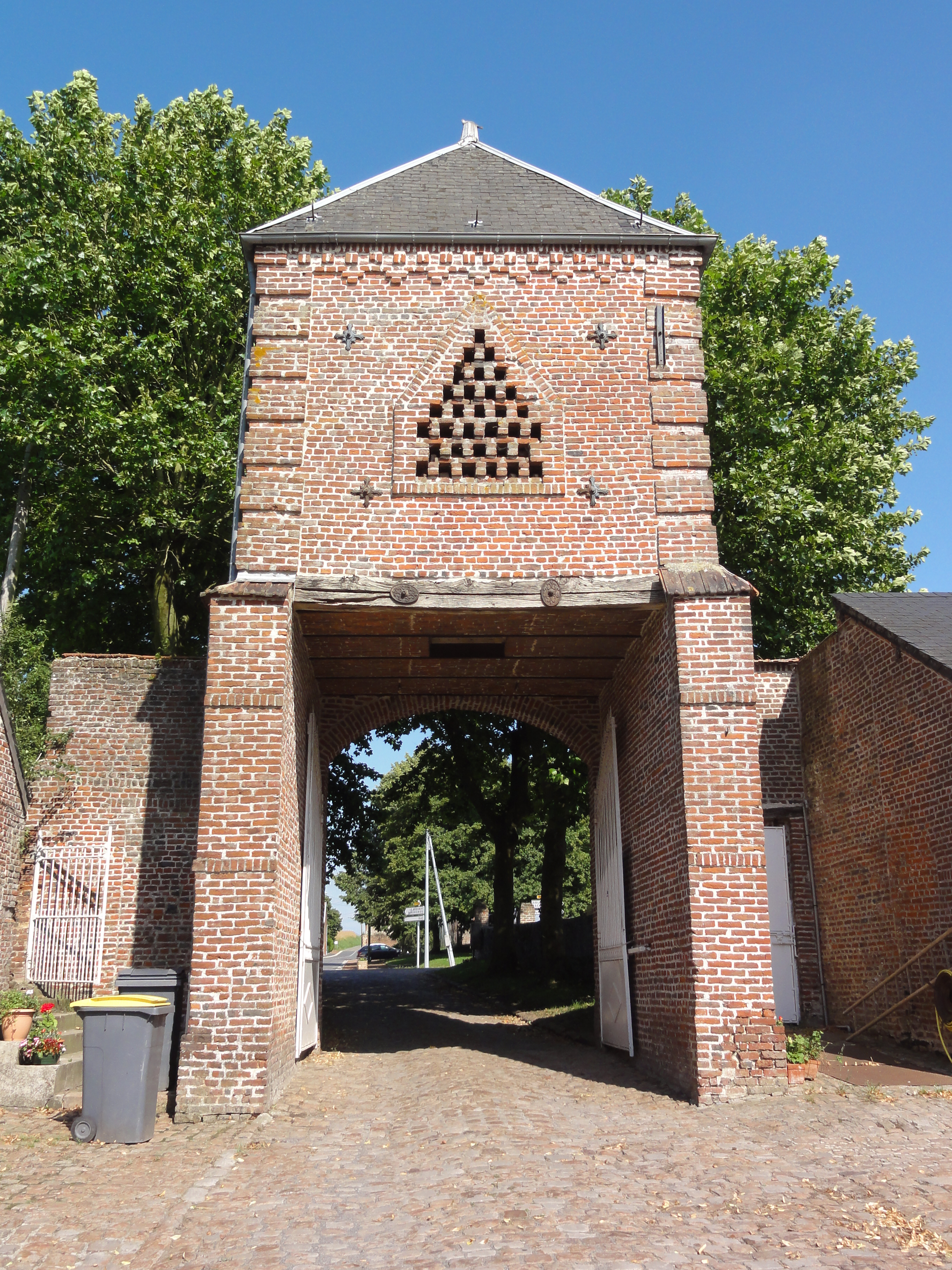
Taubenturm

- Taubenturm, erbaut 1877
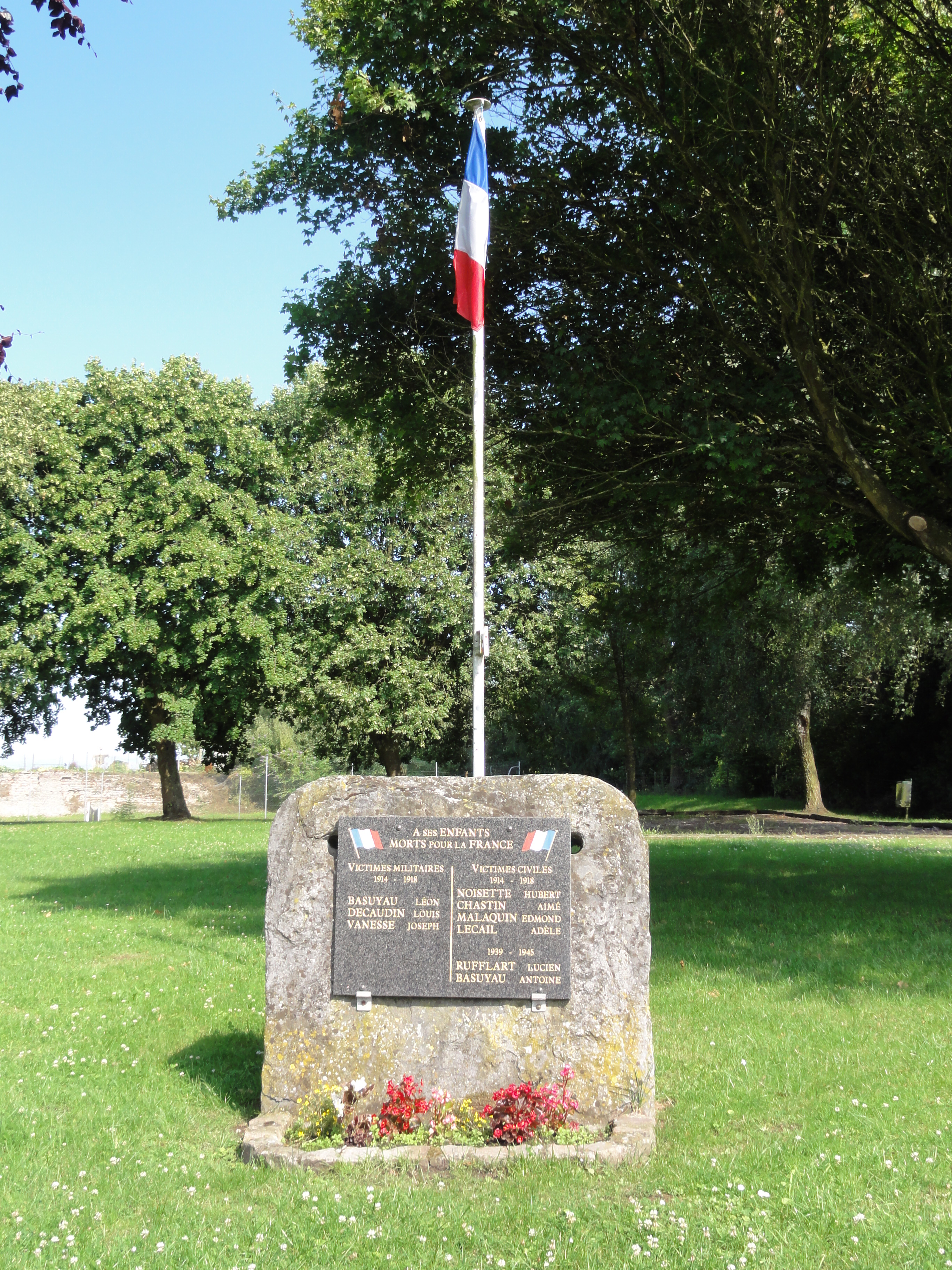
Gefallenendenkmal
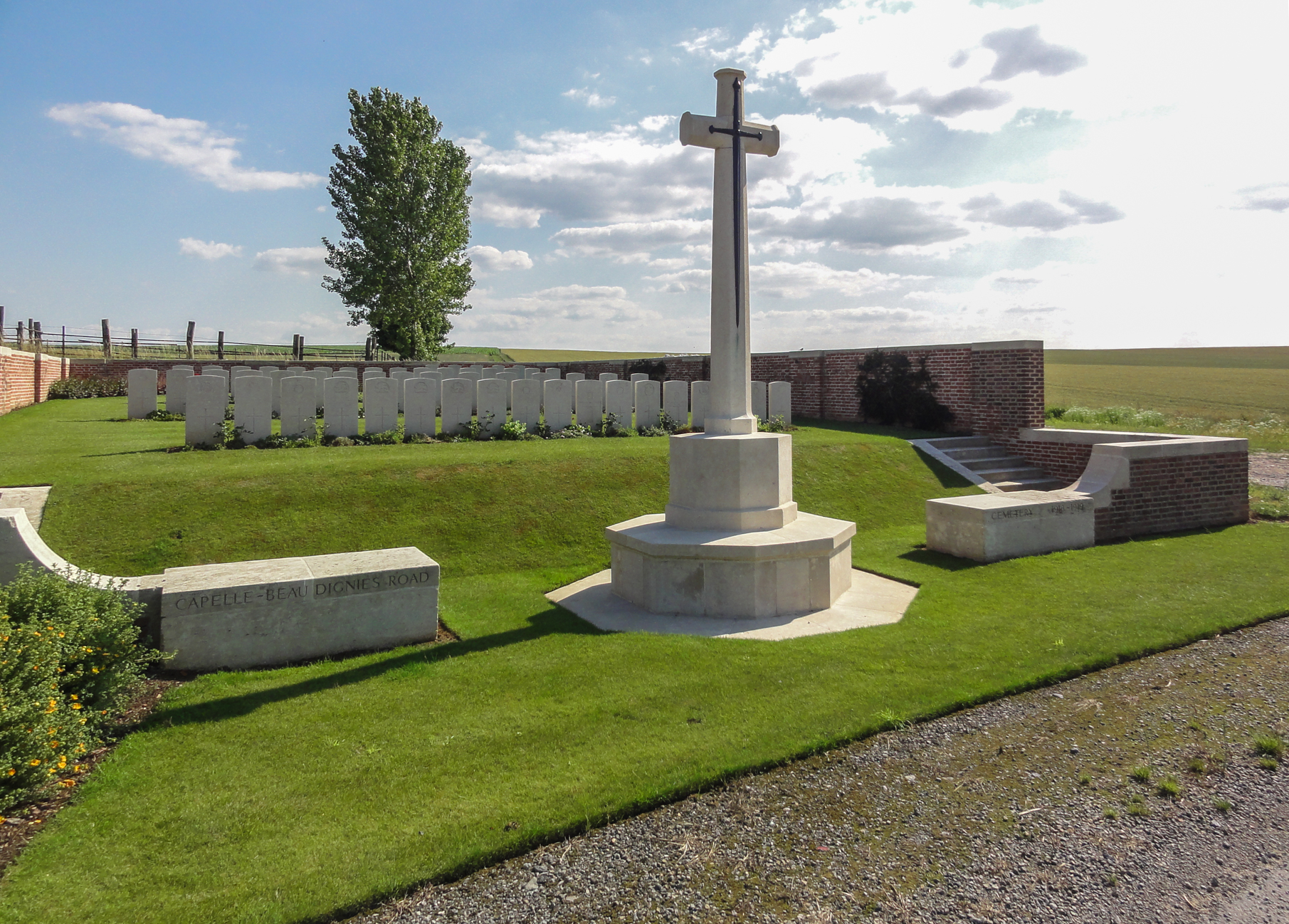
britischer Soldatenfriedhof

- Kirche Saint-Humbert
- Calvaire in der Gemarkung Buat
- Taubenturm
- Gefallenendenkmal
- Britischer Soldatenfriedhof